# Караколь (Аксуська міська адміністрація)
Карако́ль (каз. Қаракөл) — село у складі Аксуської міської адміністрації Павлодарської області Казахстану. Входить до складу сільського округу Канаша Камзіна.
Населення — 69 осіб (2021; 86 у 2009, 145 у 1999, 211 у 1989).
Національний склад станом на 1989 рік:
- казахи — 72 %